# Aramendi
Aramendi est l'une des cinq paroisses civiles de la municipalité de Páez dans l'État d'Apure au Venezuela. Sa capitale est Palmarito.

## Géographie

### Démographie
Hormis sa capitale Palmarito, la paroisse civile possède plusieurs localités dont :
- La Puerta
- Los Bellacos
- Palmarito